# Whirlwind Racer
Whirlwind Racer was een houten achtbaan in het Amerikaanse attractiepark Six Flags New England te Springfield. Van de achtbaan is bekend dat deze van 1928 tot 1933 in het park stond en operationeel was. De Whirlwind Racer werd ontworpen door Harry G. Traver.